# František Běloun
František Běloun (13. dubna 1912 Dašice – 4. srpna 1992) byl český učitel matematiky a deskriptivní geometrie.

## Život
Po maturitě na reálce v Pardubicích v roce 1931 odešel na Slovensko, kde učil na měšťanských a obecných školách. Mezitím v roce 1933 složil maturitu na učitelském ústavu v Chrudimi. Po rozbití republiky v roce 1939 přešel do Čech. Působil v Peruci na Lounsku, Praze a Chroustovicích na Vysokomýtsku, kde byl pod policejním dozorem pro důvodné podezření z účasti na odboji. V roce 1943 byl totálně nasazen, po osvobození konal celý rok dobrovolnou vojenskou službu. Učil pak na školách ve Zbraslavi, Davli, Mníšku a Radotíně. Přitom dálkově studoval na Vysoké škole pedagogické v Praze, kde v roce 1952 získal doktorát pedagogických věd. V roce 1960 dosáhl aprobace pro matematiku a deskriptivní geometrii na středních školách. Působil od roku 1954 jako metodik na Ústavu pro další vzdělávání učitelů, pozdějším Krajském pedagogickém ústavu v Praze a věnoval se otázkám metodiky vyučování matematiky. Penzionován byl v roce 1976.
František Běloun je autorem mnoha didaktických statí, učebnic, sbírek příkladů a tabulek. K nejznámějším patří jeho Sbírka úloh z matematiky, poprvé vydaná v roce 1985 a v upravené podobě stále vydávaná i několik desetiletí po jeho smrti. Pracoval v redakčních radách časopisů Matematika ve škole, Pokroky matematiky, fyziky a astronomie. V letech 1965–1969 byl hlavním sekretářem Jednoty československých matematiků a fyziků.